# William Nicholson (escritor)
William Nicholson (12 de enero de 1948) es un guionista, dramaturgo y novelista inglés ganador de los premios BAFTA y nominado dos veces a los Óscar. Es conocido por ser el autor de los guiones de Gladiator y Shadowlands. Dirigió la película  Firelight.

## Literatura

### Novela fantástica
- Trilogía El viento en llamas
  - El silbador del viento
  - Siervos del maestro
  - El son del fuego

- Trilogía La orden de los guerreros místicos
  - Buscador de la verdad (2005)
  - Jango (2006)
  - Noman (2007)

### Novelas
- La sociedad de los otros (2004)
- The Trial of True Love (2005)

## Premios y distinciones
Premios Óscar
| Año  | Categoría            | Película            | Resultado |
| ---- | -------------------- | ------------------- | --------- |
| 1994 | Mejor guion adaptado | Tierras de penumbra | Nominado  |
| 2001 | Mejor guion original | Gladiator           | Nominado  |